# Commelina rupicola
Commelina rupicola là một loài thực vật có hoa trong họ Commelinaceae. Loài này được Font Quer ex Emb. & Maire mô tả khoa học đầu tiên năm 1941.